# Piet Meiners
Pieter (Piet) Meiners (Oosterbeek, 1 november 1857 - Lage Vuursche, 15 oktober 1903) was een Nederlands aquarellist, etser, schilder en tekenaar.

## Leven en werk

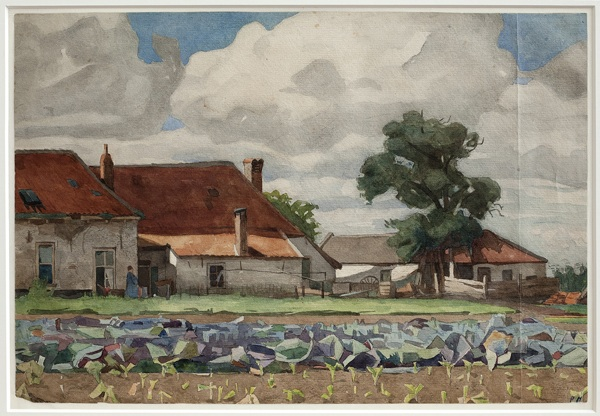
Boerderij met rodekoolveldje, 1885.

Meiners werd geboren in de gemeente Renkum en woonde en werkte in Arnhem, Amsterdam 1876 (tijdelijk Antwerpen 1881-1882), Arnhem (korte tijd in Doesburg ± 1885) en na 1896 in Lage Vuursche. Hij kreeg les van zijn vader Claas Hendrik Meiners (en vermoedelijk ook van Barend Leonardus Hendriks) te Arnhem en studeerde aan de Rijksakademie van beeldende kunsten in Amsterdam onder leiding van August Allebé en van de Koninklijke Academie voor Schone Kunsten van Antwerpen (1881-1882).
Aan de Amsterdamse Rijksakademie leerde hij Willem Witsen (1860-1923) en Willem Bastiaan Tholen kennen. Op aandringen van deze vrienden kunstenaarsvrienden werd in mei 1903 zijn eerste solotentoonstelling gehouden in de Rotterdamse Kunstkring. 
Als vertegenwoordiger van de romantische school maakte hij naast schilderingen en tekeningen (waaronder aquarellen) ook etsen. Onderwerpen waren stillevens, winter- rivier- en polderlandschappen en maar ook diervoorstellingen en stadsgezichten. Zijn atelier was op het landgoed van de familie Witsen, in de Ewijckshoeve bij Lage Vuursche. Meiners verzorgde hier de tuin en dieren.
In 1903 kwam hij door een tragisch ongeval om het leven door met zijn fiets in het donker tegen een boom aan te rijden en bewusteloos te water te geraken. In 1953 verscheen een biografie over hem. Museum Veluwezoom heeft werken van Meiners in haar collectie. In het voorjaar van 2013 hield museum Jan Cunen Oss in samenwerking met het RKD voor het eerst sinds 1903 een overzichtstentoonstelling.